# Памятник адмиралу Колчаку (Иркутск)
Па́мятник адмира́лу Колчаку́ был установлен в Иркутске в 2004 году. Скульптор — народный художник России В. М. Клыков.

Цветы у памятника в день 100-летия расстрела адмирала. 7 февраля 2020

Памятник, созданный по инициативе Сергея Андреева, был открыт 4 ноября 2004 года к 130-летию со дня рождения А. В. Колчака в Правобережном округе около Знаменского монастыря близ предполагаемого места  расстрела. Памятник выполнен из кованной меди, высота фигуры, установленной на высоком пьедестале — 4,5 метра. Адмирал изображён одетым в «сухопутную» военную форму, что указывает на посвящение памятника периоду в биографии А. В. Колчака, когда он был Верховным главнокомандующим Русской армией в общероссийском масштабе и непосредственно руководил её Восточным фронтом в Сибири, занимая одновременно пост Верховного правителя России. На бетонном постаменте располагаются изображения двух воинов, скрестивших оружие — красногвардейца и белогвардейца.